# Ilse Rodenberg
Ilse Rodenberg (née Ilse Haupt) est une actrice de théâtre, metteuse en scène, directrice de théâtre et une femme politique est-allemande, née le 3 novembre 1906 à Düsseldorf et morte le 5 janvier 2006 in Berlin.

## Biographie
Fille d'un ouvrier et d'une vendeuse, Ilse Haupt travaille comme secrétaire et sténo-dactylo à Hambourg de 1925 à 1938 (en 1930, elle aurait été la secrétaire particulière d'Ida Dehmel). Parallèlement, elle intègre puis dirige une troupe de théâtre.
En 1931, elle adhère au Parti communiste d'Allemagne (KPD) et à l'Opposition syndicale révolutionnaire (de) (RGO), le syndicat communiste allemand dans l'entre-deux-guerres. En mars 1933, à la suite de la loi allemande des pleins pouvoirs de 1933 et dans le cadre de la Gleichschaltung, les nazis l'arrêtent pour des « publications anti-fascistes », ce qui lui vaut d'être internée dans un camp de concentration. Elle vit ensuite de petits emplois avant d'être réquisitionnée pour le travail de guerre en 1944-1945.
Après la guerre, elle retourne à Hambourg et joue dans le cabaret de satire politique Die Laternenanzünder. Hambourg étant alors en zone britannique, elle rejoit la zone soviétique et devient une membre fondatrice du Parti national-démocrate d'Allemagne à la demande du SED.
Entre 1948 et 1950, elle dirige le Mecklenburgisches Landestheater Parchim (de) de Ludwigslust et le Landestheater Neustrelitz (de) de Neustrelitz, puis, de 1950 à 1958, elle assure la direction du Hans Otto Theater (de) de Potsdam, connu en 1950 sous le nom de Théâtre régional du Brandebourg. C'est sous sa présidence qu'il est rebaptisé en 1952 en l'honneur de l'acteur Hans Otto (de), assassiné par les nazis.
En 1958, elle partt pour Berlin-Est où, dans Berlin-Lichtenberg, elle dirige de 19958 à 1974 le Theater der Freundschaft, connu aujourd'hui sous le nom de Theater an der Parkaue, qui fut le premier lieu berlinois à faire du théâtre pour la jeunesse.
Elle épouse Hans Rodenberg (de) en 1950, ce qui lui permet d'avoir Walter Ulbricht et Erich Honecker dans ses relations.
Elle fut membre de la Ligue démocratique des femmes d'Allemagne, du Kulturbund der DDR du Verband der Theaterschaffenden (de), du  comité des combattants de la résistance antifasciste et de l'Association internationale du théâtre pour l’enfance et la jeunesse.

## Distinctions
- 1961 : Médaille Clara-Zetkin
- 1965 : Ordre du mérite patriotique (argent)
- 1965 : Prix Goethe de la Ville de Berlin
- 1966 : Prix national de la République démocratique allemande
- 1970 : Bannière du Travail
- 1971 : Ordre du Mérite patriotique (or)
- 1976 : Ordre du Mérite patriotique (fermoir honorifique)
- 1981 : Étoile de l'amitié des peuples

## Galerie

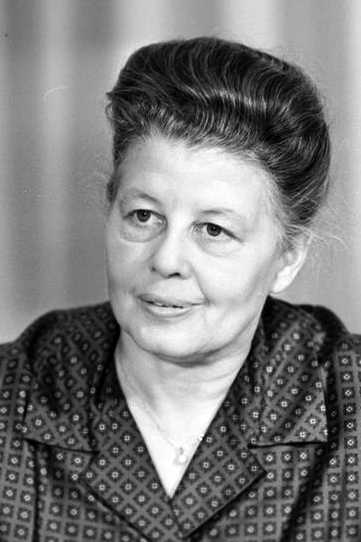
Ilse Rodenberg en 1966.
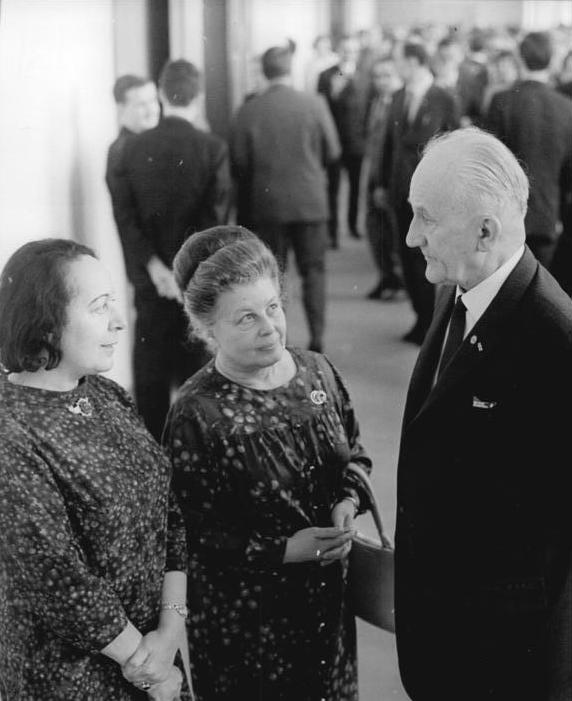
Lors d'une réunion du Conseil d'État de la RDA, en compagnie de Lea Grundig et Alfred Kurella.
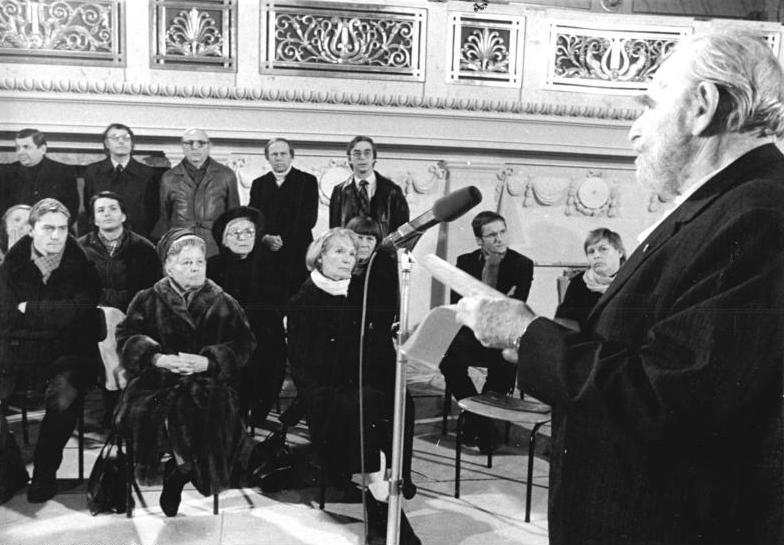
Lors d'un hommage à Hans Otto (de) (1983).
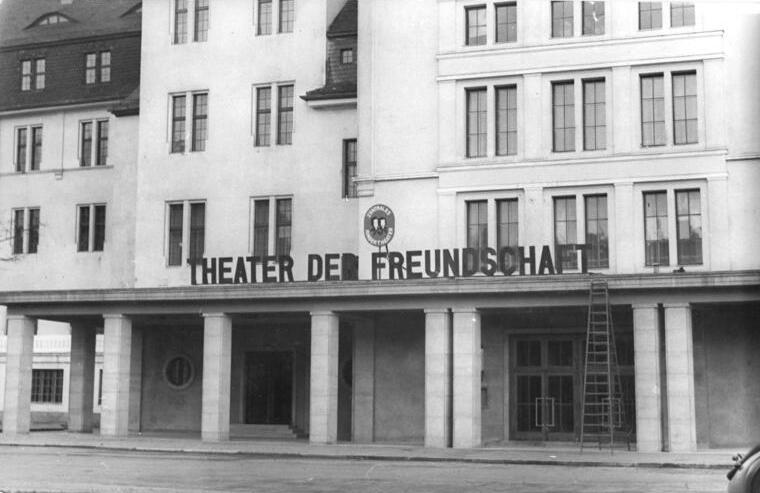
Le Théâtre de l'amitié (Theater der Freundschaft).